# Wolfgang Wünsch
Wolfgang Wünsch (* 18. Juni 1926 in Halle; † 17. April 2020 in Bremen) war ein deutscher Musikpädagoge und Komponist.

## Leben
Nach seiner Rückkehr aus der Kriegsgefangenschaft studierte er ab 1950 zunächst Kirchenmusik in Berlin, u. a. bei Ernst Pepping, und ab 1957 Naturwissenschaften in Freiburg. Seit 1963 war er Lehrer für Naturwissenschaften an der Waldorfschule Uhlandshöhe in Stuttgart und ab 1964 Musiklehrer an der Waldorfschule Marburg. 1971 war er Mitbegründer der Freien Waldorfschule Bonn und wirkte dort viele Jahre als Lehrer für Musik und Naturwissenschaften. Seit 1988 war er vor allem in der Lehrerausbildung tätig, als Musikdozent am Institut für Waldorfpädagogik in Witten und als Gastdozent in vielen Lehrerausbildungsstätten in Deutschland, den Niederlanden, Skandinavien und Osteuropa.

## Wirken
Wünsch war ein profilierter Musikpädagoge innerhalb der Waldorfschulbewegung. Zu seinen Leistungen gehört die Ausarbeitung eines durch die Klassenstufen hindurchführenden improvisatorischen Übungsweges zu einem aktiven Verständnis musikalischer Elemente, Formen und Stile. Sein 1995 veröffentlichtes Buch Menschenbildung durch Musik ist die erste umfassende Monographie zum Musikunterricht an Waldorfschulen. Zu seinem überwiegend musikpädagogisch ausgerichteten kompositorischen Schaffen gehören zahlreiche Lieder, Liedsätze und kleine Chorstücke sowie mehrere Kinderopern. Als Vortragender und Kursleiter war er bis in sein letztes Lebensjahr aktiv, zunehmend mit dem Fokus auf seine erstmals 2007 veröffentlichten Gedanken zu einer grundlegenden Neuorientierung der Pädagogik. Der von ihm angemahnte fundamentale Wandel in der Pädagogik ist auch Thema seiner letzten, noch wenige Wochen vor seinem Tod fertiggestellten Publikation Es ist an der Zeit.

## Veröffentlichungen

### Schriften
- Menschenbildung durch Musik. Der Musikunterricht an der Waldorfschule. Stuttgart 1995. (Aktualisierte Neuausgabe Edition Zwischentöne, Weilheim/Teck 2023 ISBN 978-3-937518-54-1)
- Verstehen wir die Botschaft der Kinder? Plädoyer für eine Neuorientierung in der Pädagogik. Weilheim/Teck 2007.
- Musikalische Improvisation. Neuentdecken des Vergangenen, Suchen des Zukünftigen im gegenwärtigen schöpferischen Erleben der Musik. Stuttgart 2012.
- Es ist an der Zeit. Eine junge Generation sucht nach einem neuen Verhältnis zur Schöpfung. Weilheim/Teck 2020.

### Kompositionen
- Zusammenklang 1 – Kinderlieder. Weilheim/Teck 2015.
- Zusammenklang 2 – Lieder und Chorsätze für gleiche Stimmen. Weilheim/Teck 2016.
- Zusammenklang 3 – Liedsätze und kleine Chorstücke für gemischte Stimmen. Weilheim/Teck 2014.
- Frühlingsspiel. Weilheim/Teck 2018.
- Oh, ihr Unglücklichen. Kantate nach Bertolt Brecht. Weilheim/Teck 2021.
- Sonnengesang (Franz von Assisi). Weilheim/Teck 2022.

- Kinderopern: Des Königs Beruf (2002), Tair und Dshafira (2006), Des Teufels Schwiegermutter (2009), Albolina und die Bregostena (2014), Bertholdo, der Hirte (2020).